# Ōi (Fukui)
Ōi (おおい町 Ōi-chō?) es un pueblo localizado en la prefectura de Fukui, Japón. En octubre de 2019 tenía una población estimada de 8.067 habitantes y una densidad de población de 38 personas por km². Su área total es de 212,19 km².

## Geografía

### Localidades circundantes
- Prefectura de Fukui
  - Obama
  - Takahama
- Prefectura de Kioto
  - Ayabe
  - Nantan
- Prefectura de Shiga
  - Takashima

## Demografía
Según los datos del censo japonés, esta es la población de Ōi en los últimos años.
| 1995   | 2000  | 2005  | 2010  | 2015  |
| ------ | ----- | ----- | ----- | ----- |
| 10.251 | 9.983 | 9.217 | 8.580 | 8.325 |